# Francisc Păcurariu
Francisc Păcurariu (n. 1 ianuarie 1920, Comuna Teaca, Bistrița-Năsăud – d. 13 martie 1997, București) a fost un prozator, eseist, traducător și poet român.

## Biografie
Fiul lui Efrim Păcurariu și al Mariei (n. Szabo). Studii elementare în comuna natală (1928-1932). Liceul „G. Barițiu” (1932-1940) din Cluj. Obține „absolutoriul” dar nu-și dă examenul de liberă practică, neavând intenția de a practica medicina. În perioada studiilor universitare, redactor la "Tribuna Ardealului" (1940-1944). Redactor responsabil al gazetei "Înfrățirea" din Târgu Mureș, între anii 1944-1945; redactor la pagina pentru Ardeal a ziarului "România Liberă" (1945-1946); redactor la "Lupta Ardealului" din Cluj (1946-1947); consilier la Legația Română din Budapesta (1948-1952). Director adjunct, apoi director al Direcției Presei din Ministerul Afacerilor Externe (1952-1956). În același timp a fost conferențiar la Catedra de Literatură română si universală la Institutul de Relații Internaționale. Consilier la Ambasada României din Belgrad (1956-1958) și la cea din Roma (1958-1959). Trimis extraordinar și ministru plenipotențiar al României în Argentina și Uruguay (1959-1963). În această calitate a fost membru supleant al delagației române la sesiunea jubilară ONU din 1960. Director al Direcției Presei din Ministerul Afacerilor Externe (1963-1968); ambasador al României la Atena și Nicosia (1969-1973), apoi director al Direcției pentru Cultură și Presă din Ministerul Afacerilor Externe. Secretar al Comisiei Naționale Române pentru UNESCO. S-a pensionat în 1975.

## Poezie
Publică primele poezii în 1938, în "Luceafărul", o revistă a liceului „G. Barițiu” din Cluj. Debutul propriu-zis,în pagina culturală a ziarului "Tribuna Ardealului" din Cluj (1940). Debut editorial în antologia lui Gh. Dăncuș, "Versuri din Transilvania Nordică" (1941). În poezie, "Psalmilor neliniștii" (1942) le urmează, în 1944, "Lauda singurătății" (tirajul acestui volum a fost distrus in vremea manifestațiilor fasciste de la Cluj din martie 1944) apoi volumele "Priveliștile lumii" (1967), "Ochean simplu" (1972), "Răzvrătirea desenatorului de cercuri" (1974) și "Solstițiu de iarnă" (1977). O retrospectivă a întregii sale creații poetice este volumul "Omul bântuit de cuvinte" (1980).

## Proză
Povestirea istorică "Furtună sub Detunata" (1957), apoi ciclul romanesc început cu "Labirintul" (1974), continuat cu "Ultima călătorie a lui Ulise" (1976), "Timpul și furtunile"(1978), "Tatuajele nu se lasă la garderobă" (1982), "Geneza" (1983)și "Întalnirea" (1989). Factura acestor romane este preponderent bazată pe fapte istorice. Francisc Păcurariu a publicat două eseuri monografice, consacrate unor plasticieni: "Petru Abrudan" (1942,reeditat în 1969) și "Raoul Șorban" (1942). Bibliografie postuma: "Întoarcerea" (poezii, 2009); "Cultură și tradiție" (publicistică, 2012). 
Prin materie epică, prin problematică, prin factura stilistică, romanele lui Francisc Păcurariu se înscriu în tradițiile realismului ardelenesc. Proza lui Francisc Păcurariu se înscrie pe linia tradițională, care își trage calitățile îndeosebi din darul incontestabil de observator al romancierului; o proză care își pierde strălucirea în pasaje(din păcate destul de frecvente și de lungi)dedicate comentariului de factură eseistică. Meritul lui Francisc Păcurariu este, în plus, acela de a fi încercat, în romanele sale, să restituie într-un spirit de deplină obiectivitate istorică imaginea unei epoci deosebit de dramatice și de frământate.

## Eseuri despre cultura latino-americană și traduceri
Francisc Păcurariu a elaborat studii și eseuri despre cultura latino-americană: "Introducere în literatura Americii latine" (1965), "Schițe pentru un portret al Americii latine"(1966), "Scriitori latino-americani" (1966), "Nepoții șarpelui cu pene" (1967), "Profiluri hispano-americane contemporane" (1968), "Individualitatea literaturii latino-americane"(1973), la care trebuie adăugată "Antologia literaturii precolumbiene" (1973).

## Distincții
- Ordinul „Steaua Republicii Populare Romîne” clasa a V-a (21 august 1954) „pentru merite deosebite pe tărîmul construcției de stat, economice, sociale și culturale, cu ocazia celei de a zecea aniversări a eliberării patriei noastre”[2]
- Ordinul Muncii clasa a III-a (12 august 1959) „pentru merite deosebite în opera de construire a socialismului”[3]
- Medalia „40 de ani de la înființarea Partidului Comunist din Romînia” (6 mai 1961) „pentru activitate îndelungată în mișcarea muncitorească și merite în opera de construire a socialismului”[4]
- Ordinul „23 August” clasa a IV-a (10 august 1964) „pentru merite deosebite în opera de construire a socialismului, cu prilejul celei de a XX-a aniversări a eliberării patriei”[5]

## Monument
Biblioteca din comuna natală îi poartă numele. Pe fațada edificiului a fost montat un portret în basorelief al scriitorului, operă a sculptorului Levente Bodo. La 25 septembrie 2018, Consiliul Local Teaca a atribuit principalei piețe a comunei numele Francisc Păcurariu.

## Galerie de imagini

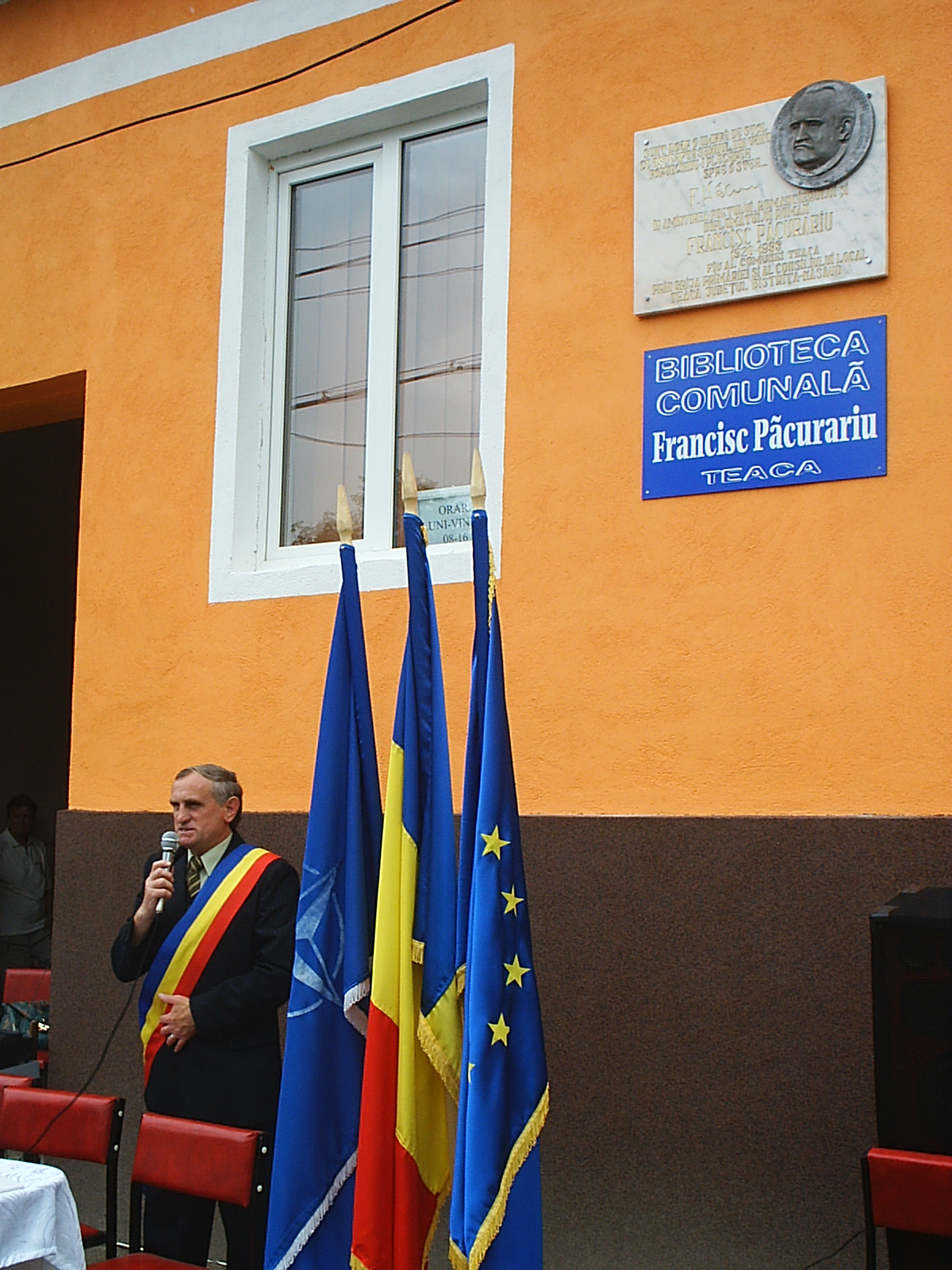
Inaugurarea Bibliotecii „Francisc Păcurariu”, Teaca, 16.06.2006. Vorbeşte primarul Ilie Vultur. In fundal, basorelieful realizat de Bodo Levente.
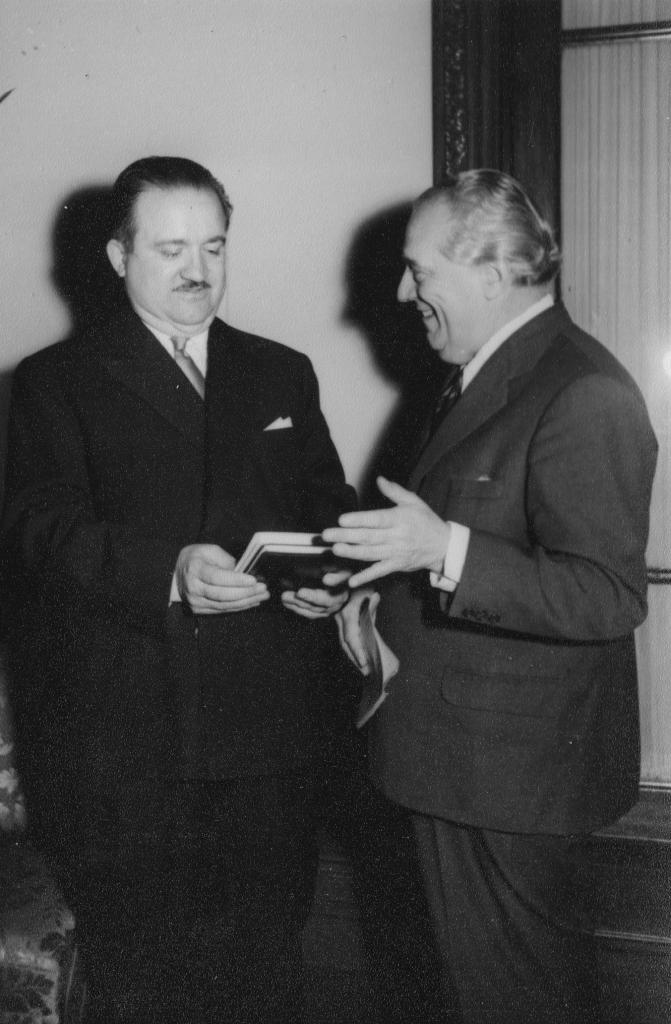
Marele poet spaniol Rafael Alberti îi prezintă lui Francisc Păcurariu primul exemplar al traducerii spaniole Mihai Eminescu - Poesias (Ed, Losada, Buenos Aires 1959), realizat impreună.
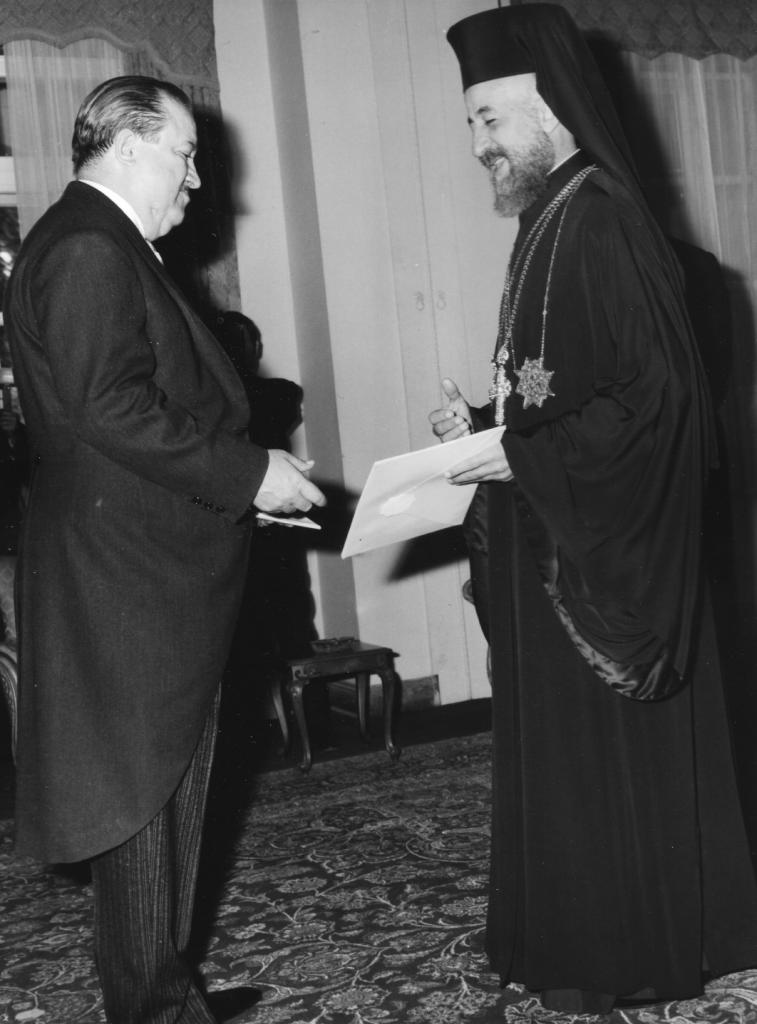
Francisc Păcurariu îi prezintă scrisorile de acreditare arhiepiscopului Makarios - Nicosia, 1968
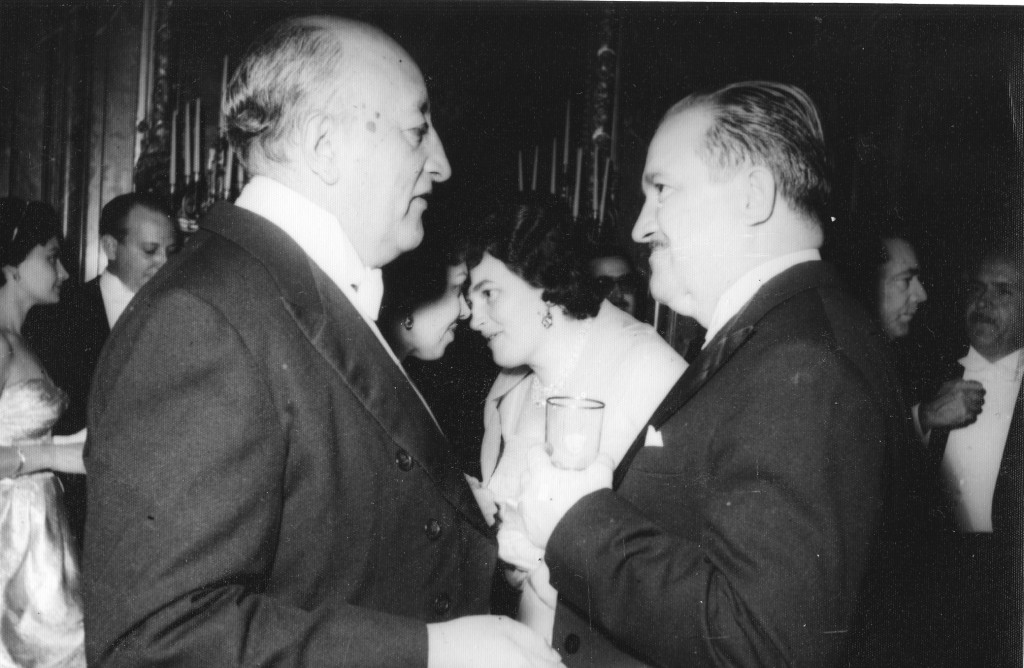
Scriitorul guatemaltec Miguel Angel Asturias, laureat Nobel, si scriitorul roman Francisc Pacurariu - Buenos Aires, 1961.